# Cola sphaerosperma
Cola sphaerosperma là một loài thực vật có hoa trong họ Cẩm quỳ. Loài này được Heckel mô tả khoa học đầu tiên năm 1893.